# Ateneu Obrer de Barcelona
L'Ateneu Obrer de Barcelona fou una entitat fundada el 1881 amb l'objectiu de fomentar l'ensenyament i la instrucció de la classe obrera.

## Història
Dirigit en els seus inicis per Manuel Bochons i Josep Pàmias, prengué el relleu de l'Ateneu Català de la Classe Obrera que havia estat clausurat el 1874. En aquesta nova etapa, la direcció abandonà els postulats més radicals del moviment obrer i es decantà vers la reforma social mitjançant l'acció cultural i educativa a través de l'oci, l'esport, la difusió científica i altres aspectes culturals. Promogué l'exercici de la gimnàstica i l'excursionisme.
Instal·lat primerament al carrer dels Tallers, 22 (Casa Magarola), el 1917 es traslladà al carrer de Montcada, 12 (Palau del Marquès de Llo).  Va sobreviure com a entitat fins al 1965.